# TOI-2180 b
TOI-2180 bとは、地球からりゅう座の方向に約380光年離れた位置にある HD 238894 という名称でも知られているスペクトル分類がG型の恒星TOI-2180の周囲を公転している巨大な太陽系外惑星である。TESSの観測をもとに発見され、2022年9月現在、TESSの観測データから発見された太陽系外惑星の中では最も長い公転周期を持っている。TOI-2180 bの公転周期は、260.16日である。

## 発見
TOI-2180 bは、2019年12月12日から12月13日にTESSによって観測された1回のトランジット（恒星面通過）により、太陽系外惑星の候補として発見された。この観測は Visual Survey Group と呼ばれる市民科学者のグループによって行われ、このグループには元アメリカ海軍士官であるThomas Lee Jacobsも属している。このグループは、光度曲線処理ツールのlcToolsを使用していた。2020年5月、プラネットハンターズ:TESSは、この惑星候補をCommunity TESS Object of Interest（CTOI）として発表し、すぐに普通のTOIに昇格した。
TESS-Keck Surveyの共同研究では、自動惑星検出望遠鏡とケックI望遠鏡を使用してほぼ2年間、ドップラー分光法によるフォローアップ観測が行われた。このフォローアップ観測により、単一のトランジットが長周期の惑星によって引き起こされたことが明らかになった。

## 軌道特性
TOI-2180 bの公転周期は260.16日と長いため、トランジット時間は24時間にもなる。この惑星の軌道長半径は、太陽と地球の距離に似ているにもかかわらず、ハビタブルゾーン内に位置していない。TOI-2180 bの軌道離心率は0.37と高い。ドップラー分光法による観測は、系内に存在する可能性がある外側を公転する惑星または低質量の恒星による加速も示した。
2回目のトランジットは地上から検出されず、3回目のトランジットは観測されなかった。4回目のトランジットは2022年1月31日から2月1日に渡って観測され、公転周期のデータが改善された。次のトランジットは、2022年10月18日21:28（UTC）に発生する。

## 物理的特性
大きさは木星と同じ程度であるが、重さは木星の2.8倍である。TOI-2180 bは、推定温度が約348ケルビン（74.9 °C, 166.7 °F）である。これは、これまで発見されたほとんどの巨大な太陽系外惑星よりも木星の165ケルビンに近い値である。TOI-2180 bは、ケプラー167e、WD 1856+534 b、ケプラー1704b、KOI-3680 b、ケプラー1514b、ケプラー539bなど、発見数が少ないトランジットを起こす温度が400ケルビン未満の温度の低い木星型惑星の一員である。TOI-2180 bの主星の視等級は9.16で、これらの中で最も明るく、次に明るい主星よりも約3等明るい。
惑星は、主星に比べて金属が豊富に存在している可能性が高い。発見チームは、TOI-2180 bがその主星と比較して約5倍金属が豊富であると推測している。これは、そのエンベロープと内部に重元素が約100地球質量含まれていることを意味する。

### 将来の観測
TOI-2180 bは、表面重力や主星の半径が大きいため、透過分光法の対象としては適していない。その大きな主星の半径により、トランジットの深度は約0.5%と比較的浅くなる。この惑星系は、TOI-2180 b周辺の環や太陽系外衛星を発見するための優れたターゲットとなる。また、惑星移動を研究するための良いターゲットでもある。

## 主星
主星は肉眼での明るさが9.16等級と比較的明るい恒星で、スペクトル分類はG5型である。質量は1.1太陽質量、半径は1.6太陽半径となっている。年齢は約81億年で、太陽よりも進化を経ている恒星であり、その影響で半径がやや大きくなっている。